# Suberites domuncula
Suberites domuncula is een spons-soort in de taxonomische indeling van de gewone sponzen (Demospongiae). Het lichaam van de spons bestaat uit kiezelnaalden en sponginevezels, en is in staat om veel water op te nemen.
De spons behoort tot het geslacht Suberites en behoort tot de familie Suberitidae. De wetenschappelijke naam van de soort werd voor het eerst geldig gepubliceerd in 1792 door Olivi.

## Uiterlijke kenmerken
De spons heeft een afgeronde, bolvormige habitus met een doorsnede tot 30 centimeter, maar meestal minder. Hij heeft een vlezig weefsel. Zijn kleuren zijn oranje, geel en lichtrood. Hij lijkt op Myxilla.

## Leefwijze
Soms vormt hij korsten op rotsen en palen. Hij leeft onder andere op wulken die door heremietkreeften bewoond worden. De spons kan de hele schelp oplossen en zo directe bescherming bieden aan de kreeft.
De spons komt voor in diepten tot 200 meter.

## Verspreiding
Suberites domuncula komt voor in de Middellandse Zee, Atlantische Oceaan, Het Kanaal en de Noordzee.